# Mécia Lópes de Haro

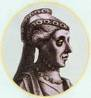
Mécia Lopes de Haro

Mécia Lópes de Haro (* ca. 1215 in der Provinz Bizkaia in Spanien; † ca. 1270 in Palencia) (andere Schreibweise Mécia López de Haro) war eine leonesische Adlige aus dem Haus Haro und durch Heirat Königin von Portugal.
Über ihre Mutter stammte sie – wenn auch unehelich – von König Alfons IX. von León ab (ihr leiblicher Großvater) und war somit auch weitläufig mit ihrem späteren Ehemann, dem portugiesischen König Sancho II. von Portugal verwandt.
Um das Jahr 1239 heiratete sie in zweiter Ehe Sancho II. In Portugal tobte zu dieser Zeit gerade ein Kampf zwischen dem König und der katholischen Kirche, der dazu führte, dass Papst Innozenz IV. am 24. Juli 1245 den König für abgesetzt erklärte und statt ihm seinen Bruder, Alfons III. zum König erklärte. Der Kampf zwischen Kirche und König eskalierte so zu einem Bürgerkrieg zwischen den beiden Brüdern. Bereits vorher hatte der Papst, das Fehlen eines nach kanonischen Rechts wegen der Verwandtschaft zwischen Mécia und ihrem Ehemann eigentlich notwendigen päpstlichen Dispens zum Vorwand nehmend, die Ehe zwischen Mécia und Sancho II. annulliert, also zwangsweise geschieden, was weder vom König noch von Mécia anerkannt wurde.
Von der Gegenseite im portugiesischen Bürgerkrieg wurde Mécia verteufelt als die „verfluchte Königin“ (a rainha maldita), der vorgeworfen wurde, sie würde ihren als schwach bekannten Ehemann beeinflussen. Sancho II. verlor schließlich den Krieg gegen seinen Bruder und ging ins Exil nach Toledo, wo er verstarb. Königin Mécia verbrachte ihre letzten Lebensjahre in Nájera, wo sie auch in einer eigenen Kapelle im Westflügel des Kreuzgangs des Klosters Santa María la Real de Nájera bestattet wurde.
Mécia und Sancho II. hatten keine Kinder. Da auch die erste Ehe der Königin kinderlos blieb, wird angenommen, dass sie unfruchtbar gewesen sei.
Siehe auch: Liste der Königinnen Portugals, Liste der Könige Portugals, Geschichte Portugals, Zeittafel der Geschichte Portugals, Portugal unter den Burgunderherrschern.
| Vorgängerin          | Amt                            | Nachfolgerin           |
| -------------------- | ------------------------------ | ---------------------- |
| Urraca von Kastilien | Königin von Portugal 1239–1246 | Mathilde von Dammartin |

| Personendaten    | Personendaten                               |
| ---------------- | ------------------------------------------- |
| NAME             | Mécia Lópes de Haro                         |
| ALTERNATIVNAMEN  | Mécia López de Haro                         |
| KURZBESCHREIBUNG | leonesische Adlige und Königin von Portugal |
| GEBURTSDATUM     | um 1215                                     |
| GEBURTSORT       | Bizkaia, Spanien                            |
| STERBEDATUM      | um 1270                                     |
| STERBEORT        | Palencia, Spanien                           |